# Franks Field
Franks Field – jednostka osadnicza w Stanach Zjednoczonych, w stanie Wisconsin, w hrabstwie Ashland.